# فيروس جدري الحشرات الثالث
فيروس جُدريِّ الحشراتِ الثَّالث، هو أحدُ أجناسِ فيروساتِ جدريِّ الحشرات، وهي فصيلة فرعيَّةٌ تنحدر من عائلة الفيروسات الجدرية، كما أن الحشرات من رتبة حرشفيات الأجنحة ورتبة مستقيمات الأجنحة هي المضيف الطبيعي لهذا الفيروس، ويوُجد حاليًا ستة أنواع لهذا الجنس من الفيروسات من ضمنها فيروسُ جُدريِّ حشرةِ الهاموش الـمُرَوِّعَة.

## علم التصنيف
المجموعة: شريط الحمض النووي المزدوج
الفصيلة:الفيروساتُ الجُدريَّة
الفصيلة الفرعية: فيروساتُ جدريِّ الحشراتِ
الجنس: فيروسُ جُدريِّ الحشراتِ الثَّالث
- فيروسُ جُدريِّ بعوضةِ الزَّاعِجَةِ المِصْرِيَّة
- فيروسُ جُدريِّ حشرةِ الهاموشِ الخَيْمِيِّ المنحني
- فيروسُ جُدريِّ حشرةِ الهاموشِ النَّحِيل
- فيروسُ جُدريِّ حشرةِ الهاموشِ الـمُرَوِّعَة
- فيروسُ جُدريِّ حشرةِ الهاموشِ المَرِيش
- فيروسُ جُدريِّ حشرةِ هاموشَ جولدي الأخضر

## البنية
إن أنواع فيروسات جُدريِّ الحشراتِ الثَّالثَ مُغلفَّة بأشكال هندسيةٍ بيضاويةٍ يَبلغُ قُطرها حوالي 230 نانومتر، ويتراوح طول خط سلسلة الخصائص الجينيَّة بين 250 و380 كيلو قاعدة.

## دورة الحياة
إن هذا الفيروس يتكاثر في السيتوبلازما (أي: في الخليَّة باستثناء نواتها)، إذ يدخل إلى الخلية المضيفة عن طريق الالتصاق بالبروتينات الفيروسية ليستقر في مركبات غليكُوز أَمينُوغليكان التي بدورها تفسح الطريق لعمليةِ ِالْتِقام الفيروس داخل الخلية المضيفة، حيث يندمج مع غشاء البلازما ليفصل النواة داخل السيتوبلازما المضيفة، ففي المرحلة المبكرة يقوم إنزيمُ بوليميرازِ الحمضِ النووي الريبوزي بنسخ أَوائل الجيناتِ داخل السيتوبلازما، و يبدأ ظهور الفيروس في الدقائق الثلاثين الأولى من الإصابة وبانتهاء هذه المدة تصبح النواة مكشوفة بالكامل فتصبح سلسلة الخصائص الجينيَّة للفيروس حرةً طليقةً في السيتوبلازما، وفي المرحلة المتوسطة: تظهر الجينات المتوسطة محفزةً تناسخ سلسلة الخصائص الجينيَّة في الحمض النووي تقريبًا في الدقائق المئةِ الأولى من الإصابة، وفي المرحلة المتأخرة: تظهر الجينات المتأخرة منتجةً جميع البروتينات الهيكلية وذلك خلال مدة 140 دقيقة إلى 48ساعة من الإصابة، ثم تبدأ فيروسات النسل الناضحة بالتجمع في مصانع فيروسية في السيتوبلازما فينتج عن ذلك تكوُّنُ جُسيمٍ كَرويٍّ غير ناضج، ومن ثَمَّ ينضج هذا الجُسيمُ الفيروسيُّ داخل الخلايا على شكل قِرْمِيد، ويكون قادرًا على التحرر عند انحلال الخلايا، وبإمكانه أيضًا الحصول على غشاء ثانٍ مزدوج من جهازِ جُولجي وأن يبدأ في التَّبرعمِ كمُغلَّفٍ خارجيٍ لفيروس ناضج، كما يمكن للفيروس الناضج أن يَنْحبِس داخل الأجسام الشبة الكروية المكوَّنة من مستقبلاتِ المضيفِ البروتينية الشبه الكروية من خلال عملية الالْتِقام الخلويِّ الدَّاخليِّ ، و في علمية التكاثر يُقلِّدُ الفيروس نموذج شريط الحمض النووي المتنحي، وذلك عن طريق استنساخ قالب شريط الحمض النووي، وبعد موت الخلية يخرج الفيروس منها وذلك عن طريق الانحباس في أجسام مغلقة، وتبقى معدية حتى العثور على مضيف آخر، والحشرات من رتبة حرشفيات الأجنحة ورتبة مستقيمات الأجنحة هي المضيف الطبيعي لهذا الفيروس.

## روابط خارجية
- Viralzone: Gammaentomopoxvirus
- ICTV